# Rodrigo de Balbín Behrmann
Rodrigo de Balbín Behrmann (n. 1946) es un prehistoriador español especializado en megalitismo y arte paleolítico. 

## Biografía
Miembro de una familia de la nobleza asturiana con solar en Villaviciosa, se educó en el Instituto Ramiro de Maeztu de Madrid y en la Universidad Central de Madrid. Se doctoró con un tesis sobre el arte rupestre del desierto del Sahara en 1976. Ha desarrollado su actividad docente e investigadora en las universidades Complutense de Madrid, La Laguna, Cantabria, de la que fue su primer catedrático de Prehistoria, y Alcalá de Henares de la que es catedrático emérito, así como en la Escuela Española de Historia y Arqueología de Roma. Dos de los yacimientos que ha trabajado han sido declarados Patrimonio de la Humanidad por la UNESCO, es miembro de la Société Préhistorique Française y Medalla de Honor del Collège de France de París. Sus investigaciones más conocidas se han desarrollado en la Cueva de Tito Bustillo en Asturias y en Siega Verde (Salamanca).